# Tren tramvia de la Badia de Cadis
El Tramvia Metropolità de la Badia de Cadis —operat sota la marca TramBahía— és un sistema ferroviari mixt de tipus tren tramvia que dona servei a la ciutat de Cadis i a l'àrea metropolitana de la seua badia. Va ser inaugurat el 26 d'octubre del 2022 i és propietat de la Junta d'Andalusia a través de l'Agència d'Obra Pública. La seua operació i explotació va a càrrec de l'operadora pública Renfe.
Consta d'una única línia en què conviuen de dos tipus d'infraestructura: Als trams urbans discorre per una plataforma tramviària pròpia, mentre que als trams interurbans circula per les vies de la xarxa d'Adif juntament amb els trens de Rodalies de Cadis. És el quart sistema de ferrocarril metropolità d'Andalusia després dels metros de Sevilla, Màlaga i Granada.
Parteix de l'estació de Cadis junt amb la xarxa ferroviària, per recórrer les estacions de Rodalies de la ciutat i sortir-ne a través de l'istme de la península de Cadis. Ja fora de la península, abandona la xarxa ferroviària abans de l'estació de San Fernando-Bahía Sur per continuar de nou en plataforma tramviària expressament construïda. Aquesta plataforma travessa la localitat de San Fernando pels carrers del seu centre i finalment s'endinsa a Chiclana.
Les obres van començar l'1 de setembre del 2008, i va entrar en funcionament el 26 d'octubre del 2022. La longitud de la línia és de 24 km i consta de 21 parades, està dotada de set unitats sèrie 801 fabricades per a aquesta infraestructura per CAF, amb capacitat per a 227 viatgers cadascuna, amb la particularitat de tindre portes a dos nivells, a causa de la diferència d'alçada entre les parades de tramvia i de rodalies. Serveix a una població mitjana de 234 000 habitants, repartits entre els municipis de Cadis, San Fernando, Puerto Real i Chiclana de la Frontera.
També s'han estudiat una ampliació des de Plaça Espanya fins a l'estació de Cadis i una segona línia que creuarà el pont de la Constitució de 1812 per tornar a integrar-se a la xarxa ferroviària fins a l'aeroport de Jérez.